# 攘夷実行の勅命

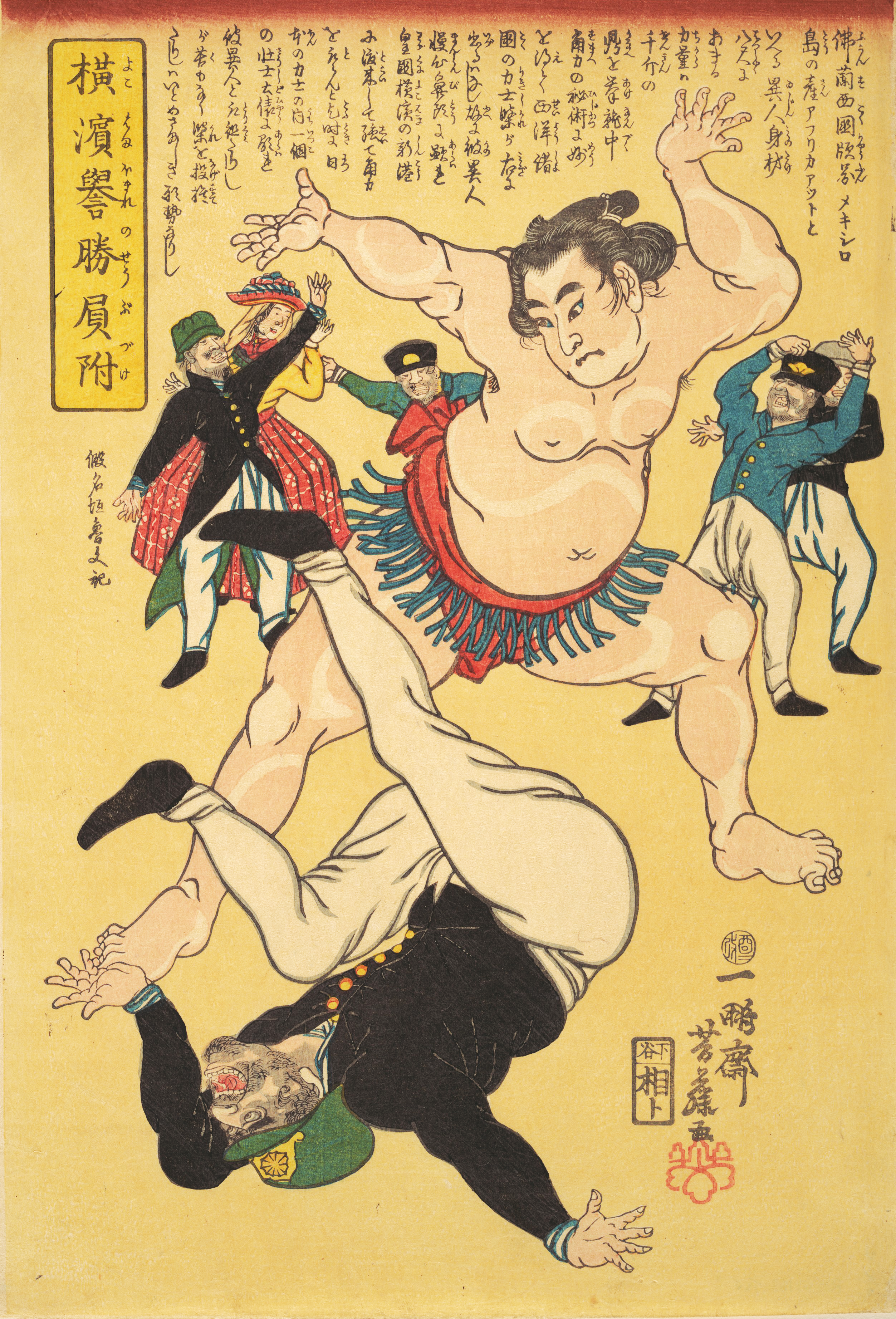
歌川芳藤による1861年の作品「横浜誉勝負附」。攘夷を望む心情の表現とされる。

攘夷実行の勅命（じょういじっこうのちょくめい）、または攘夷勅命（じょういちょくめい）は、孝明天皇が幕末の1863年（文久3年）に発したとされる勅。京都の朝廷と江戸幕府の間で懸案となっていた攘夷論を実行に移す意図があった。ただし、単一の勅命という形ではなく、複数の異なる勅が発せられており、その多くは当時朝廷にいた急進的攘夷論者が、意見を同じくする武士らと謀る形で天皇の意思とは無関係に「勅命」として発したとされる。
※以下、注記がない限り日付は旧暦（天保暦）である。

## 背景
安政5年（1858年）の日米修好通商条約調印に際して、孝明天皇はこれに強く反対し、幕府が勅許を待たずに調印すると「違勅調印」と批判の上、幕府や水戸藩に対して大名の群議により徳川家を助けてこの難局を乗り切ること、この内容を諸藩に伝達することを求める密勅（戊午の密勅）を送った。この天皇の行動は「政務の幕府への委任」という当時の慣例を踏み越えるものだった。密勅の発出には水戸藩からの工作も存在した。
幕府大老の井伊直弼は、将軍継嗣問題も含めた幕府や水戸藩の反対派に処分を加え（安政の大獄）、その上で天皇に対して条約の勅許を求めた。直弼は老中・間部詮勝を京都に派遣し、戦争回避のためのやむを得ない調印であり軍備の充実後に鎖国を復活させると天皇を説得、年末に天皇は鎖国復帰を「当分猶予する」と答えた。しかし、密勅の返還を求めた直弼に水戸藩士の一部は反発し、安政7年（1860年）3月3日に桜田門外の変で直弼を暗殺する。
直弼が不在となったのち、幕政の中心となった老中の安藤信正らは、幕府と朝廷の融和（公武合体）策として、将軍徳川家茂と天皇の妹である皇女和宮の結婚を企図した。幕府側が10年内の鎖国復帰（「蛮夷拒絶」）を約束することで、万延元年（1860年）8月に孝明天皇はこの結婚を承認した（婚儀は文久2年（1862年）2月）。これにより、再び「攘夷」は政治課題となった。

## 攘夷論の過激化
これに前後して、幕政を有力大名も参加する合議制に転換する動きが長州藩や薩摩藩で起きる。長州藩では長井雅楽が通商により国力を高めて「皇威を海外に振るう」という内容の『航海遠略策』をまとめてこれが藩論となり、文久元年（1861年）5月に朝廷に提出されると孝明天皇はその内容を評価し、幕府側の安藤信正も好意を示した。しかし信正は翌文久2年1月に、水戸藩浪士らの襲撃（坂下門外の変）により負傷する。これ以降土佐藩や薩摩藩では「破約攘夷」を求める急進的な動きが高まり、7月には長州藩も藩論を破約攘夷に転換した。これらの動きには、天皇の意に沿って（再）鎖国と攘夷を実現するという志向があり、尊王論と結びついた尊王攘夷路線であった。もっとも、長州藩で長井雅楽に代わって藩論を主導した周布政之助の意見は「いったん攘夷後に（日本が主体性を持った）条約を結び直して開国する」というもので、「鎖国への復帰」という天皇・朝廷や浪士などの主張とは一線を画していた。とはいえ、外国との武力衝突も辞さず、「皇基を立てんと欲す」（政之助の所懐の表現）という長州藩の「破約攘夷」論は、そうした勢力には親和的なものであり、朝廷と長州藩は接近していった。
一方、薩摩藩の島津久光（藩主の父）は、文久2年（1862年）4月に京都に上り、朝廷の許しを得て過激な攘夷論者を討つ（寺田屋事件）傍ら、朝廷と組む形で幕府に改革を求める動きを起こす。将軍の家茂も幕政改革に着手し、久光とともに江戸に到着した勅使の大原重徳が伝えた天皇の意向に沿い、一橋慶喜を将軍後見職、松平慶永（春嶽）を政事総裁職といった要職に就けた。慶喜と慶永らは就任後の8月に天皇の指示を尊重した幕政を約する文書を提出して、朝廷と幕府の関係は激変した。さらに、大名の参勤交代を大きく緩和したうえに、水戸藩に対しては戊午の密勅を認めたことで、将軍家の大名統制は低下して、「朝廷から大名への指示」を許す形になった。
「破約攘夷」に転換した長州藩は、朝廷に支援を与えながら急進的攘夷論を浸透させ、朝廷では「公武合体派」と見られた九条尚忠（関白）や岩倉具視らが失脚した。彼らの失脚は朝廷内の急進的攘夷派公家による「四奸二嬪排斥運動」と呼ばれる動きによるものだった。久光は朝廷に「外国と戦争になれば勝ち目はない」と破約攘夷に反対する建白を朝廷に提出したが、受け入れられなかった。京都やその周辺では急進的攘夷派浪士によるテロが7月以降続発する。孝明天皇は閏8月18日に公家たちに攘夷に関する意見を求め、三条実美ら数人は今は軍備拡充を優先すべきとしたものの、即時攘夷を求める公家が8人、その他の多くの公家は天皇の意向に従うとのみ回答し、急進的攘夷論を止めることはできなかった。朝廷では幕府に勅使を出して攘夷実行を命じるべきとする意見が浮上し、長州藩や土佐藩に加えて薩摩藩もこの件に関しては同調し、9月21日に勅使派遣が決定する。

## 攘夷勅命
文久2年11月27日、江戸城に入った勅使の三条実美（ほかに副使姉小路公知）が家茂に「醜夷を拒絶すべし」と破約攘夷の実行を求める勅書を手渡した。実美は急進的攘夷論者で、勅使派遣も朝廷の急進的攘夷派が主導して実施された。勅書は諸大名との合議により攘夷戦略を決めるよう求めるものだった。外国奉行などが勅書に反対したが、12月5日に家茂は、勅書を受け入れて来春に京都に上り攘夷の詳細を説明するという回答書を提出、実美はこれを携えて12月23日に京都に帰着した。将軍の「上洛」は寛永11年（1634年）の徳川家光以来229年ぶりのことだった。
12月9日に朝廷は国事御用掛を設置し、29人の公家を任命する。その人選は「公武合体派」とされた青蓮院宮（中川宮）から三条実美ら急進的攘夷派まで含んでいた。しかし急進的攘夷派は文久3年（1863年）2月11日に長州藩士（久坂玄瑞ら）や公家が関白の鷹司輔煕に攘夷期限決定を迫るなどの圧力を加える。2月13日に国事御用掛に国事参政・国事寄人という職が設けられて、急進的攘夷派の中級以下の公家が任じられた。これは急進的攘夷派による事実上の「乗っ取り」であった。また、これに前後して朝廷では関白が近衛忠熙から鷹司輔煕に交代したり、正親町三条実愛と中山忠能が議奏を辞任するといった人事の変動があり、攘夷に穏健的な公家が中枢部から遠ざかることになった。
鷹司輔煕は三条実美を一橋慶喜（京都に滞在していた）の元に向かわせて攘夷期限の回答を求め、慶喜は「将軍の江戸帰還後20日」、さらに「4月中旬」という回答を2月14日までに出す。2月18日、孝明天皇は京都にいた一橋慶喜、松平春嶽、松平容保、山内容堂ら21人の諸侯を御所の禁裏に招集して攘夷決行を命じる。このとき「速やかに掃攘の功を建て」という文言を含む勅旨は鷹司輔煕によって読み上げられた。しかし、孝明天皇自身は「公武合体による再鎖国」を持論として急進的攘夷論とは距離を置いていたとされ、少し時期が下がる5月の中川宮宛書簡に自身の意見が通らず頷くのみと記していた。公家の八条隆祐は2月18日の日記に、天皇が国土を焦土にしても攘夷をせよと言ったという話が流れてきたが、そんな考えは聞いたことがなく、それが天皇の考えだと言う者がいるのではないかという推論を記した。実際、過激な攘夷の「勅命」は、天皇の意思とは無関係に朝廷の急進的攘夷論者から出され、そこには長州藩・土佐藩武士の意向も働いていた。
3月7日、孝明天皇は上京した家茂と会見し、「君臣の名分を正し、人心の帰嚮を一にして攘夷の成功を期せしむ」と勅諭を述べた。幕府側には、攘夷を約するのに合わせて、政務を幕府に委任する確約を朝廷から得たい意向があったが、勅書には国事によっては天皇から大名に指示すると記され、その企図は達せられなかった。
孝明天皇は3月11日に賀茂神社、4月11日に石清水八幡宮に行幸して攘夷を祈願した。天皇の行幸は後光明天皇以来212年ぶりであったが、天皇自身は石清水八幡宮への行幸には消極的だった。
4月20日、家茂は攘夷の実行を5月10日と決する。これを受けて翌日、天皇から諸大名に（武家伝奏から京都の諸藩留守居経由で）「軍政相整え、醜夷掃攘これ有るべく」とする命令が出される一方、同日将軍からは「五月十日拒絶に及ぶべき段、御達し相成り候」（5月10日から条約破棄交渉を実施する）とした上で「（外国の）襲来候節は掃攘致し候様、致さるべく候」とあくまで先方からの実力行使があった場合だけ応戦するようにとする命令がやはり諸大名に下されていた。
結局、幕府は武力による攘夷を実行には移さなかった。前日となる5月9日には、外国奉行らの意見に基づき、前年8月に発生した生麦事件を巡ってイギリスから求められていた賠償金の支払を実行した（支払期限日だった）。逆にイギリスを含む諸外国は、交渉決裂になりそうな場合は横浜に軍艦で攻撃を加えられる体制を敷いていた。
後述する奉勅攘夷期日以後も、朝廷と幕府から相違する指示が出る状態（政令二途）は継続し、西国諸藩に混乱をもたらした。

## 奉勅攘夷の実行

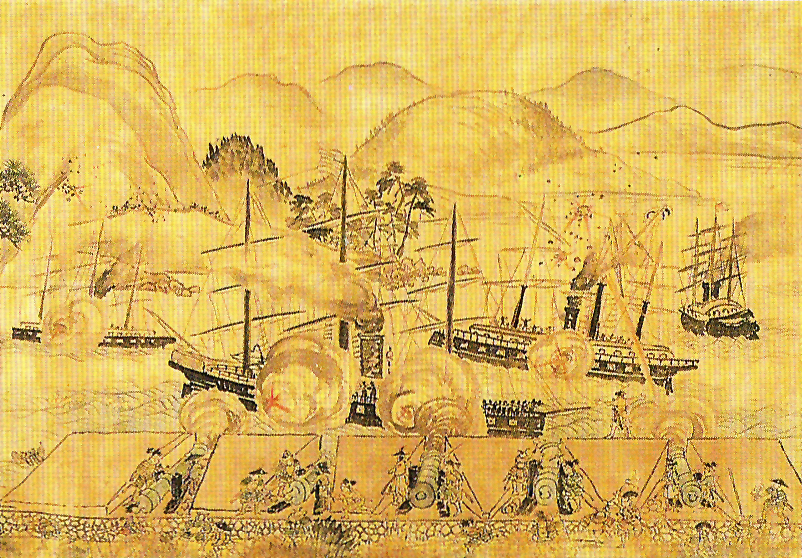
関門海峡を航行する西洋船に砲撃する長州藩の大砲隊。日本の絵画。

5月10日、「国土が焦土になっても開港交易は認めない（譬皇国一端黒土成候共開港交易ハ決而不好候）」とする天皇の書簡（宸翰）が発せられた。
長州藩は同日、関門海峡を通過したアメリカ船に砲撃を加え、その後も外国船への砲撃を実施する。だが、朝廷の求める攘夷を武力で実行に移したのは一般に長州藩だけとされ、6月にはアメリカ、フランスの軍艦が下関の砲台に報復攻撃した。実際には長州藩のほか、鳥取藩から大坂湾警備（藩主の池田慶徳は朝廷から「摂海守備総督」に任じられていた）についていた兵士が6月14日に天保山沖のイギリス船に5発の砲撃（弾着せず）を実施した。
生麦事件の当事者だった薩摩藩に対しては、7月にイギリスの軍艦が犯人引き渡しと賠償金を求めて鹿児島に来港し、交渉決裂に伴って鹿児島市街を砲撃した（薩英戦争）。しかし、島津久光は前記のように急進的攘夷論とは距離を置く立場で、生麦事件も偶発性の高いものだった。イギリスとの交戦は先方の主張を受け入れる形で停戦し、「破約攘夷」が目的ではなかったものの、結果として「攘夷戦争」に敗北した。

## 路線転換から条約勅許へ
その後も攘夷実行や破約を求める勅書が諸大名に発せられた。6月18日の「無二念打払令」や、西国諸藩に攘夷を督促する「監察使」の派遣（実際に派遣があったのは長州藩・和歌山藩・明石藩）などがその具体的内容である。7月23日には武家伝奏を通じて京都守護職の松平容保に、攘夷を実行しない藩からは官位を剥奪するという勅命が伝えられた。関門海峡砲撃を巡って長州藩と対立した小倉藩に対しては官位剥奪と所領の没収という朝廷の処分が8月にいったん決定された（実行されず）。
しかし、孝明天皇は自身の意思と無関係に急進的な勅書が出ることを憂慮し、8月18日に急進的攘夷論の公家を朝廷の中枢から追放する（八月十八日の政変）。急進的攘夷派が計画した天皇の大和行幸（攘夷祈願後に天皇自らによる攘夷の軍議を開く予定だった）も中止された。孝明天皇は8月26日に、8月18日以前の親書には信憑性に問題があるものが含まれる（26日以降は真の勅書である）とする勅書を発表し、事実上攘夷勅命を無効化した。文久4年（1864年）1月に家茂が再度上京した際には、「無謀の攘夷は実に朕が好む所に非ず」という勅書（薩摩藩の意向が反映したとされる）を出し、天皇と将軍が「父子」のように親密であるべきと主張した。また、「政令二途」に関しては同年4月20日に幕府に下した勅書において「幕府へ一切御委任遊ばされ候事ゆえ、以来、政令一途に出で、人心疑惑を生ぜず候様、遊ばされたく思し召し候」という見解が示され、朝廷から藩に命じることはしないとされた。
もっとも、政変の時点では孝明天皇は戦争は望まなかったものの、「攘夷」自体は放棄しておらず、一橋慶喜は条約の部分修正による横浜の鎖港を幕府内に提案して承認される。幕府は文久3年12月29日に交渉に当たる使節団（横浜鎖港談判使節団）を派遣したが、最初に訪問したフランスで交渉拒絶に逢い、それ以上の交渉を断念して翌年7月に日本に戻った。この間、幕府は横浜を鎖港状態に置いた。
長州藩はその後も関門海峡の封鎖を継続して、政局での主導権回復をうかがったが、元治元年（1864年）7月に実力行使に及んだ禁門の変に敗れ、これをきっかけに翌8月にイギリス・フランス・アメリカ・オランダの4カ国連合艦隊から下関砲台への攻撃を受けて降伏し、攘夷戦争に敗北した（下関戦争）。その長州藩も、八月十八日の政変前の文久3年5月には井上聞多・伊藤俊輔らを密航という形でイギリスに留学させていた。これも前記の周布政之助の「破約攘夷」論に沿ったものだった。
外国勢力の下関攻撃の背景には、横浜鎖港を長州藩への報復によって断念させるという意図があった。幕府は下関戦争直後に横浜鎖港撤回を決め、各国公使に伝えた。諸外国側は、攘夷方針の根源が天皇・朝廷にあるという認識に立っており、翌慶応元年（1865年）9月、家茂が長州藩征討の目的で大坂に滞在している折に、軍艦9隻を兵庫沖に派遣した上で、条約勅許（外国側は批准とみなしていた）への圧力をかけ、幕府に対してはその回答期限を提示した（兵庫開港要求事件）。家茂は条約勅許と引き換えに将軍職を辞す（後任に一橋慶喜を指名）という文書を関白に提出したが、これを見た慶喜は関白に評議の開催を求め、公家・武家による天皇臨席での2日間（2日目には在京有力藩士にも意見を求めた）の討議の結果、10月5日に天皇は条約を勅許した。これによって、条約勅許問題は終結を迎えた。